# Heinrich von Puttkamer (Landrat)
Heinrich Friedrich Jesko von Puttkamer (* 3. August 1803 in Przasznitz, Masowien; † 3. Juni 1876 in Stolp) war ein preußischer Gutsbesitzer auf Klein Gustkow und Landrat im Kreis Bütow (1853–1873) in der Provinz Pommern.  Er war vermählt seit dem 24. Februar 1831 mit Alwina Gustave Ludmilla Heraklide Ferdinande von Massow (* 20. Januar 1813 auf Grünhof, † 16. Dezember 1893 in Stolp), Herrin auf Gewiesen.